# Jamel Rhouma
Jamel Rhouma, né le 10 février 1983 à Tunis, est un footballeur tunisien évoluant au poste d'arrière-gauche.

## Carrière
- ?-juillet 2007 : Club africain (Tunisie)
- juillet 2007-juillet 2008 : Stade gabésien (Tunisie)
- juillet 2008-janvier 2009 : Avenir sportif de Kasserine (Tunisie)
- janvier 2009-janvier 2012 : Stade tunisien (Tunisie)
- janvier-août 2012 : El Gawafel sportives de Gafsa (Tunisie)
- août 2012-juillet 2013 : Espérance sportive de Zarzis (Tunisie)